# Coriosolites
Les Coriosolites sont un peuple gaulois du groupement des peuples armoricains.

## Origines et étymologie

Les Coriosolites, un des peuples du nord-ouest de la Gaule

Les Coriosolites faisaient partie de la Confédération armoricaine.
Le nom est connu sous différentes formes latinisées : Coriosolitæ (variantes Curiosolitæ, Coriosoliti), Coriosolites, Coriosultes (variantes Coricoriosuelites, Cariosuelites, Coriosuelites). Ce nom est également attesté au singulier sur une inscription gallo-romaine : Coriosolis « Coriosolite ». On peut y reconnaître l'élément celtique corios « armée, troupe »,,. Cet élément est fréquent dans les ethnonymes gaulois (cf. les Uocorii « les deux armées » ; les Tricorii « les trois armées », d'où le Trégor et Tréguier ; les Petrucorii « les quatre armées », d'où le Périgord et Périgueux, etc.) et les anthroponymes, ainsi que quelques toponymes tels que Coriallo / *Coriovallum (appellation primitive de Cherbourg) et Coriovallum, nom celtique primitif (IIIe siècle) de la ville de Heerlen, aux Pays-Bas.
Le second élément, -solit-, -suelit- ou -sult-, est de sens inconnu.

## Territoire
Les Coriosolites résidaient sur les actuels départements des Côtes-d'Armor, de l'Ille-et-Vilaine et du Morbihan. « La cartographie des lieux de découverte des monnaies isolées  (ie hors enfouissemens volontaires, numériquement abondants) a permis de définir, dans la péninsule armoricaine, l'aire économique des Coriosolites… soit une zone allant de la baie de Saint-Brieuc à celle du Mont Saint-Michel et s'enfonçant vers l'intérieur sur environ 50 km ».
Leur territoire a probablement été remanié durant la période romaine, avec l'annexion de la frange Nord-Ouest de la cité des Riedones, et la perte des confins méridionaux au profit de la cité des Vénètes. Ils donnèrent leur nom à la ville de Corseul qui fut leur capitale (appellation gallo-romaine Fanum Martis), tout comme Aleth (Aletum, aujourd'hui Saint-Servan).
De nombreuses fouilles archéologiques sur plusieurs sites (tels que celui du complexe curiosolite, de la cité d'Aleth, de Comblessac, de Trégueux, de l'île Agot ou de l'archipel des Ébihens, des oppida coriosolites installés un éperon barré comme à Erquy, Saint-Coulomb, Pleurtuit, etc.), ont permis de mieux cerner la réalité de ce peuple armoricain.

## Économie

### Monnayage

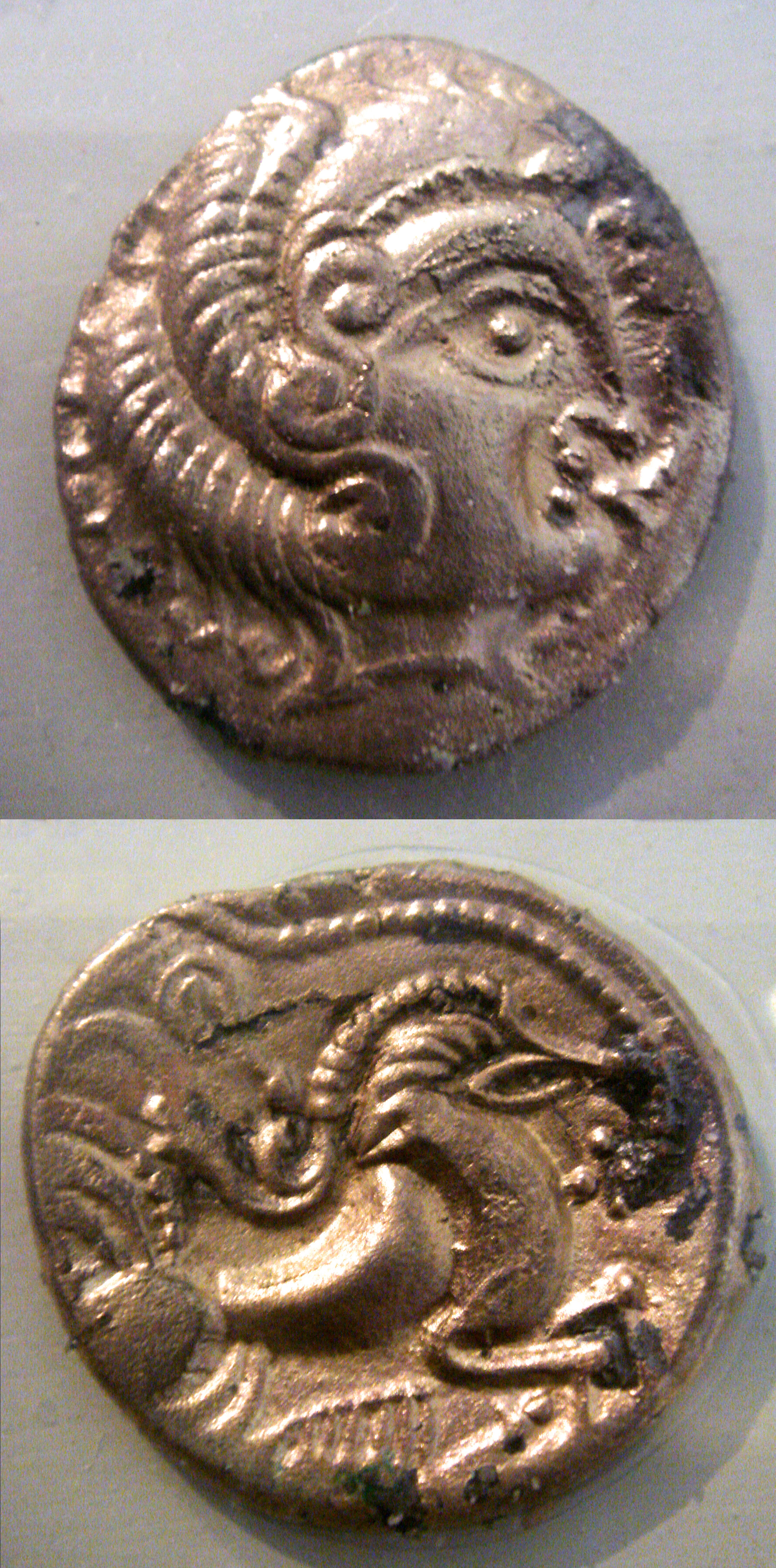
Un statère d'argent d'un type courant chez les Coriosolites.

Le monnayage coriosolite est bien connu grâce à la découverte de plus d'une vingtaine de trésors trouvés aux alentours de Corseul dont celui de Trébry, découvert en 1973 qui comportait 1742 statères. Leur modèle est lié aux monnaies du golfe du Morbihan, elles-mêmes dérivées des monnaies macédoniennes (tête d'Apollon couronnée de lauriers à l'avers, bige conduit par un aurige au revers).
Les monnaies coriosolites ont un style plus abstrait, qui se rapproche d'un modèle celte : un profil humain à chevelure bouclée abondante, tourné vers la droite, et au revers une silhouette équine à tête d'homme, surmontée d'une hampe, avec une lyre ou un sanglier apparaissant parfois entre ses jambes. D'importants trésors monétaires attribués aux Coriosolites ont été découverts en Normandie ainsi qu'à Jersey, comme le Trésor de Grouville.

### Commerce trans-Manche
Les Coriosolites semblent avoir été un maillon important du commerce trans-Manche. Le port d'Aleth se situait en effet en terminus d'un axe commercial transitant par les îles Anglo-Normandes, et dont l'autre station terminale était Hengistbury Head en Angleterre, principal emporion des Durotriges.

## Toponymie
Un grand nombre de noms de sites pré-romains a été transmis par des manuscrits antiques : Alet (Aleth), Canalch (île où est située l'actuel Saint-Malo intra-muros), peut-être Segisama-Briga (l'île de Cézembre), et Reginca (la rivière Rance).